# Spy Kids : Mission critique
Spy Kids : Mission critique (Spy Kids: Mission Critical) est une série d'animation américano-canadienne créée par Michael Hefferon, Robert Rodriguez, F. M. De Marco et Sean Jara et diffusée depuis 2018 sur Netflix. Il s'agit d'un reboot de la franchise cinématographique Spy Kids réalisée par Robert Rodriguez et débutée en 2001.

## Synopsis
Enfants d'espions, Juni et Carmen Cortez intègrent l'académie de l'OSS (Organization of Super Spies). Cette école secrète est destinée aux futurs espions et enfants d'agents secrets. Juni et Carmen font former une équipe de jeunes espions pour affronter les forces du SWAMP (pour Les Super Winners de l'Apocalypse pour le Massacre de la Population) et leur chef diabolique, le Cortex d'or, qui veut se venger de l'OSS,.

## Fiche technique
Sauf indication contraire, les informations mentionnées dans cette section peuvent être confirmées par la base de données cinématographiques IMDb,  présente dans la section « Liens externes ».
- Titre original : Spy Kids: Mission Critical
- Titre français : Spy Kids : Mission critique
- Création : Michael Hefferon, Robert Rodriguez, F. M. De Marco et Sean Jara, d'après la série de films Spy Kids créée par Robert Rodriguez
- Réalisation : Ian Freedman, Craig George et Mike Alcock
- Scénario : John Tellegen, Madison Bateman, Sam Cherington, Mitchell Golden, Justin Halliwell, Mark Hoffmeier, William Morey et Ricky Roxburgh
- Direction artistique : Patricia Atchison
- Musique : Joel S. Silver et Jared Gutstadt
- Production : Robert Rodriguez, F. M. De Marco, Michael Hefferon, David Glasser, Matthew Signer, Keith Levine, Bob Weinstein, Jill Sanford et Andy Yeatman
- Sociétés de production : Rainmaker Entertainment, Troublemaker Studios, avec la participation de The Weinstein Company (saison 1 uniquement), Dimension Television, Lantern Entertainment, MGM Television, Miramax, Spytime Productions et The Weinstein Company
- Sociétés de distribution : Netflix
- Budget : n/a
- Pays d'origine :  États-Unis,  Canada
- Langue originale : anglais
- Format : couleur - 16/9 - HD
- Genre : animation, aventures, espionnage, comédie
- Nombre de saisons : 2
- Nombre d'épisodes : 20
- Durée : entre 23 et 25 minutes
- Dates de première diffusion : 20 avril 2018

## Distribution

### Voix originales
- Ashley Bornancin : Carmen Cortez / Tango et Barracuda
- Carter Hastings : Juni Cortez / Aztec
- Caitlyn Bairstow : Glitch et Gablet
- Nicholas Coombe : Ace
- Nesta Cooper : Claudia Floop/Scorpion
- Richard Ian Cox : Sir Awesome
- Tom Kenny : Golden Brain, Spurious Visage, Pr. Küpkakke, Dave-Bot
- Travis Turner : Peter St. Ignatius / PSI / Agent No-One
- Christian Lanz : Gregorio Cortez, Fegan Floop, DJ Otto Tune/Death Meddle
- Candi Milo : Vida Immortata, Malware, Mauly the Sparkle Scout, Kopi Vasquez, and Glendora Chatting-Botham
- Mira Sorvino : Ingrid Avellan-Cortez
- Yuri Lowenthal : Desmond "Dez" et Zedmond "Zed" Vasquez / Rock n' Roll, Jaime Vasquez, Talon et Jason Pietranthony
- Molly Shannon : Murna
- Kate Micucci : Therese
- Patton Oswalt : Bradley Feinstein / Mint Condition
- Bobcat Goldthwait : J. T.
- Thomas Lennon : Dr. Chad Jericho
- Robert Englund : la voix déguisée de l'agent No-One (1 épisode)

### Voix françaises
- Amandine Longeac  : Carmen Cortez et Murna
- Julien Rampon  : Juni Cortez et Kupkakke
- Marc Wilhelm  : Ace et Gregorio
- Sophie Tavert  : Glitch et Vida Immortata
- Marie Dessalle  : Scorpion et Ingrid
- Stéphane Di Siroto  : Sir Mortel
- Damien Laquet  : Psi et Otto
- Laurent Pasquier : le baron Visage et Cortex d'or
- Thibaut Berton : Tom Pouce

 Source et légende : version française (VF) sur RS Doublage et carton doublage Netflix
- Version française :
  - Société de doublage : BTI Studio
  - Direction artistique : Rémi Lambrinidis
  - Adaptation des dialogues : Lucille Dumoulin et Chrystel Castelain
  - Enregistrement et mixage : Rémi Lambrinidis

## Production

### Développement
Après la sortie de Spy Kids 4 : Tout le temps du monde (2011), Dimension Films annonce un 5e film. La présence des acteurs des premiers films est évoquée. La production est alors annoncée en 2012 mais finalement annulée. En juin 2016, Netflix et The Weinstein Company annoncent un reboot sous la forme d'une série d'animation.

### SagaSpy Kids
- 2001 : Spy Kids
- 2002 : Spy Kids 2 : Espions en Herbe (Spy Kids 2: Island of Lost Dreams)
- 2003 : Spy Kids 3 : Mission 3D (Spy Kids 3-D: Game Over)
- 2011 : Spy Kids 4 : Tout le temps du monde (Spy Kids: All the Time in the World)
- 2018 : Spy Kids : Mission critique (Spy Kids: Mission Critical) - série TV
- 2023 : Spy Kids: Armageddon